# Cle Kooiman
Christopher Clemence Kooiman, también conocido como Cle, es un exfutbolista estadounidense. Jugó tanto en Estados Unidos en las ligas Major Indoor Soccer League, Western Soccer Alliance, American Professional Soccer League y la Major League Soccer, como en México. Fue parte de la selección de fútbol de Estados Unidos en la Copa Mundial de Fútbol de 1994. 

## Clubes
- Los Angeles Lazers 1982–1987
- California Kickers 1989
- San Diego Nomads 1990
- Club de Fútbol Cobras 1990–1991
- Club Deportivo Cruz Azul 1992–1994
- Atlético Morelia 1994–1996
- Tampa Bay Mutiny 1996–1997
- Miami Fusion 1998